# ويلهلم هاينرش هاينتز
ويلهلم هاينرش هاينتز (بالألمانية: Heinrich Wilhelm Heintz)‏ هو أستاذ جامعي وكيميائي وصيدلي وعالم ألماني، ولد في 4 نوفمبر 1817 في برلين في ألمانيا، وتوفي في 1 ديسمبر 1880 في هاله في ألمانيا بسبب حمى نمشية.